# Pierre Raoul
Pour les articles homonymes, voir Raoul.
Pierre Raoul (né le 6 juin 1929 à Clichy (Hauts-de-Seine) et mort le 18 février 2008 à Paris), est un affichiste, graphiste et peintre français.
Pendant un demi-siècle, il travaille au service des plus grandes marques et des institutions, créant plus de 80 affiches. De ses débuts, il gardera le goût d’une poésie volontairement naïve et pleine d’humour mais il y ajoutera au cours du temps la rigueur de la composition et surtout l’affirmation de la couleur afin d’« ensoleiller les murs ».

## Biographie
Alors qu’il mène des études d’ingénieur à l’École Bréguet (ESIEE Paris), il trouve sa voie dans le métro : il est fasciné par les affiches, « le théâtre de la rue » ou « l’Art de la rue », selon ses mots. C’est l’époque de la lithographie qui fait claquer les couleurs, des messages simples et percutants, des artistes tels que Paul Colin, Villemot, Savignac, Morvan, Foré…
Après avoir fréquenté l’école Paul Colin, il trouve en l’affichiste Roland Ansieau, un professeur classique qui lui enseigne la composition graphique en même temps que la connaissance de la typo.
Grâce à une rencontre fortuite avec Charles Trenet et Léo Guido, sa carrière démarre en 1950 par une collaboration avec l’agence Volt Publicité. Il enchaîne alors pages magazine et affiches pour de nombreux clients : Vittel, Vittelloise, Vittel-Délices, Pied-Selle, Izarra, Boucheron, Dormeuil…
Il collaborera ensuite avec plusieurs agences ou éditeurs d’affiches du moment : la Publicité Olivier, Maron-Esperonnier, Jean Laurance, Publicis, Editions de la Vasselais, R.L. Dupuy…
C’est l’époque des affiches Bière KB, tomate L.A. Price, téléviseur Grandin, promotion de la Cuisine électrique, rasoir Philips, eau Orly, soda Y’ador, vin G.R.A.P., lithinés de Vittel…
À partir de 1962, il travaille pour la société G.M.E. Sanitaires pour qui il créera, entre autres, le sigle et le célèbre personnage de la petite sirène qu’il déclinera jusqu’au début de ce siècle sur des affiches 4 x 3, abribus, côté de bus…, des annonces presse, des catalogues…
Les années 1980 sont marquées par sa rencontre avec l’éditeur Marc Dufournet. Il trouve auprès de lui compréhension et soutien artistique à l’origine de quelques-unes de ses affiches les plus réussies : Loto, Loterie nationale, Emprunts d’état, SNCF… Il est même retenu pour le logo d’un nouveau jeu d’état : « Tic-tac » qui malheureusement ne voit pas le jour et deviendra plus tard le « Tac-o-tac ».
Dans les années 1990, il travaille principalement pour les collectivités locales : Conseil général de l’Aisne, Mairie de Saint-Denis, des Clayes-sous-bois, de Malakoff…
Parmi ses dernières affiches, on retiendra le Champagne de Castellane.
Parallèlement, il démontre son engagement professionnel en devenant vice-président du Syndicat national des graphistes (SNG), en œuvrant activement à la Maison des artistes puis en créant l’association de gestion agréée pour les artistes, ARTAGA, dont il fut président jusqu’en 2008.
À partir des années 1980, la peinture lui permet d’exprimer plus librement sa sensibilité de coloriste. Il expose à de nombreuses reprises à Paris.

## Liste des œuvres[1],[4]
- Bière KB, 1954
- L.A. Price, 1954
- Grandin, 1956
- La cuisine électrique, 1957
- Rasoir Philips, 1959
- Eau Orly, 1959
- Y’ador, 1959
- Vin G.R.A.P., 1959
- Lithinés de Vittel, 1959
- Valnyl, 1962
- GME, 1972 et suivantes
- Agri-Sept, 1972
- Kioritz, 1976
- Loterie nationale, tranche du jardinier, 1980
- Loterie nationale, tranche de Pâques, 1980
- Loterie nationale, tranche de la Saint-Jean, 1980
- Loto, 4e anniversaire, 1980
- Emprunt d’état, 1980
- Loterie nationale, tranche de la chandeleur, 1980
- Loterie nationale, tranche des dahlias, 1980
- Loto, 6e anniversaire, 1982
- Loterie nationale, tranche des rois, 1982
- Loterie nationale, tranche des champignons, 1983
- Loterie nationale, cinquantenaire, 1983
- Loterie nationale, tranche de la chandeleur, 1983
- Loterie nationale, tranche de Pâques, 1983
- Salon de l’enfance, 1983
- Les jeux de l’âge libre, 1984, 1985
- Comité national de l’enfance, 1985
- Conseil général de l’Aisne, 1990
- Fête de la Saint-Denis, 1991
- Eucosat, 1995
- Champagne de Castellane, 1997